# Coupe de Grèce de football
 (décembre 2024).
Si vous disposez d'ouvrages ou d'articles de référence ou si vous connaissez des sites web de qualité traitant du thème abordé ici, merci de compléter l'article en donnant les références utiles à sa vérifiabilité et en les liant à la section « Notes et références ».
La Coupe de Grèce de football (grec moderne : Κύπελλο Ελλάδος Ποδοσφαίρου) a été créée en 1931. Elle est disputée par les équipes inscrites dans l'un des championnats nationaux de Grèce (Superleague Ellada, Football League ou 2e division et Football League 2 ou 3e division).
C'est l'Olympiakós Le Pirée qui a remporté le plus grand nombre de fois l'épreuve avec un record de 29 titres et 13 finales perdues, soit 42 présences en finale en 83 éditions.
À noter que les 3 grands clubs grecs trustent le palmarès puisque outre les 29 titres de l'Olympiakos Le Pirée, le Panathinaikos a gagné la Coupe 20 fois et l'AEK Athènes 16 fois.

## Palmarès
Le palmarès de la coupe de Grèce est :
| Année     | Vainqueur                                                  | Score                                                      | Finaliste                                                  |
| 1932      | AEK Athènes                                                | 5-3                                                        | Aris FC                                                    |
| 1933      | Ethnikós Le Pirée                                          | 2-2 2-1 (r.)                                               | Aris FC                                                    |
| 1934-1938 | Non disputée                                               | Non disputée                                               | Non disputée                                               |
| 1939      | AEK Athènes                                                | 2-1                                                        | PAOK Salonique                                             |
| 1940      | Panathinaïkos                                              | 3-1                                                        | Aris FC                                                    |
| 1941      | Abandonnée                                                 | Abandonnée                                                 | Abandonnée                                                 |
| 1942-1946 | Non disputée                                               | Non disputée                                               | Non disputée                                               |
| 1947      | Olympiakos                                                 | 5-0                                                        | Iraklis Salonique                                          |
| 1948      | Panathinaïkos                                              | 2-1                                                        | AEK Athènes                                                |
| 1949      | AEK Athènes                                                | 0-0 2-1 (a.p.) (r.)                                        | Panathinaïkos                                              |
| 1950      | AEK Athènes                                                | 4-0                                                        | Aris FC                                                    |
| 1951      | Olympiakos                                                 | 4-0                                                        | PAOK Salonique                                             |
| 1952      | Olympiakos                                                 | 2-2 2-0 (r.)                                               | Panionios                                                  |
| 1953      | Olympiakos                                                 | 3-2                                                        | AEK Athènes                                                |
| 1954      | Olympiakos                                                 | 2-0                                                        | Dóxa Dráma                                                 |
| 1955      | Panathinaïkos                                              | 2-0                                                        | PAOK Salonique                                             |
| 1956      | AEK Athènes                                                | 2-1                                                        | Olympiakos                                                 |
| 1957      | Olympiakos                                                 | 2-0                                                        | Iraklis Salonique                                          |
| 1958      | Olympiakos                                                 | 5-1                                                        | Dóxa Dráma                                                 |
| 1959      | Olympiakos                                                 | 2-1                                                        | Dóxa Dráma                                                 |
| 1960      | Olympiakos                                                 | 1-1 3-0 (r.)                                               | Panathinaïkos                                              |
| 1961      | Olympiakos                                                 | 3-0                                                        | Panionios                                                  |
| 1962      | La finale entre Olympiakos-Panathinaïkos a été interrompue | La finale entre Olympiakos-Panathinaïkos a été interrompue | La finale entre Olympiakos-Panathinaïkos a été interrompue |
| 1963      | Olympiakos                                                 | 3-0                                                        | Pierikos                                                   |
| 1964      | Non disputée                                               | Non disputée                                               | Non disputée                                               |
| 1965      | Olympiakos                                                 | 1-0                                                        | Panathinaïkos                                              |
| 1966      | AEK Athènes                                                | Victoire de l'AEK Athènes par forfait                      | Olympiakos                                                 |
| 1967      | Panathinaïkos                                              | 1-0                                                        | Panionios                                                  |
| 1968      | Olympiakos                                                 | 1-0                                                        | Panathinaïkos                                              |
| 1969      | Panathinaïkos                                              | 1-1                                                        | Olympiakos                                                 |
| 1970      | Aris FC                                                    | 1-0                                                        | PAOK Salonique                                             |
| 1971      | Olympiakos                                                 | 3-1                                                        | PAOK Salonique                                             |
| 1972      | PAOK Salonique                                             | 2-1                                                        | Panathinaïkos                                              |
| 1973      | Olympiakos                                                 | 1-0                                                        | PAOK Salonique                                             |
| 1974      | PAOK Salonique                                             | 2-2 (4 t.a.b. à 3)                                         | Olympiakos                                                 |
| 1975      | Olympiakos                                                 | 1-0                                                        | Panathinaïkos                                              |
| 1976      | Iraklis Salonique                                          | 4-4 (6 t.a.b. à 5)                                         | Olympiakos                                                 |
| 1977      | Panathinaïkos                                              | 2-1                                                        | PAOK Salonique                                             |
| 1978      | AEK Athènes                                                | 2-0                                                        | PAOK Salonique                                             |
| 1979      | Panionios                                                  | 3-1                                                        | AEK Athènes                                                |
| 1980      | PAE Kastoria                                               | 5-2                                                        | Iraklis Salonique                                          |
| 1981      | Olympiakos                                                 | 3-1                                                        | PAOK Salonique                                             |
| 1982      | Panathinaïkos                                              | 1-0                                                        | AEL Larissa                                                |
| 1983      | AEK Athènes                                                | 2-0                                                        | PAOK Salonique                                             |
| 1984      | Panathinaïkos                                              | 2-0                                                        | AEL Larissa                                                |
| 1985      | AEL Larissa                                                | 4-1                                                        | PAOK Salonique                                             |
| 1986      | Panathinaïkos                                              | 4-0                                                        | Olympiakos                                                 |
| 1987      | OFI Crète                                                  | 1-1 (3 t.a.b. à 1)                                         | Iraklis Salonique                                          |
| 1988      | Panathinaïkos                                              | 2-2 (4 t.a.b. à 3)                                         | Olympiakos                                                 |
| 1989      | Panathinaïkos                                              | 3-1                                                        | Panionios                                                  |
| 1990      | Olympiakos                                                 | 4-2                                                        | OFI Crète                                                  |
| 1991      | Panathinaïkos                                              | 3-0 2-1                                                    | Athinaïkós                                                 |
| 1992      | Olympiakos                                                 | 1-1 2-0                                                    | PAOK Salonique                                             |
| 1993      | Panathinaïkos                                              | 1-0                                                        | Olympiakos                                                 |
| 1994      | Panathinaïkos                                              | 3-3 (4 t.a.b. à 2)                                         | AEK Athènes                                                |
| 1995      | Panathinaïkos                                              | 1-0 (a.p.)                                                 | AEK Athènes                                                |
| 1996      | AEK Athènes                                                | 7-1                                                        | Apollon Smyrnis                                            |
| 1997      | AEK Athènes                                                | 0-0 (5 t.a.b. à 3)                                         | Panathinaïkos                                              |
| 1998      | Panionios                                                  | 1-0                                                        | Panathinaïkos                                              |
| 1999      | Olympiakos                                                 | 2-0                                                        | Panathinaïkos                                              |
| 2000      | AEK Athènes                                                | 3-0                                                        | Ionikos Le Pirée                                           |
| 2001      | PAOK Salonique                                             | 4-2                                                        | Olympiakos                                                 |
| 2002      | AEK Athènes                                                | 2-1                                                        | Olympiakos                                                 |
| 2003      | PAOK Salonique                                             | 1-0                                                        | Aris FC                                                    |
| 2004      | Panathinaïkos                                              | 3-1                                                        | Olympiakos                                                 |
| 2005      | Olympiakos                                                 | 3-0                                                        | Aris FC                                                    |
| 2006      | Olympiakos                                                 | 3-0                                                        | AEK Athènes                                                |
| 2007      | AEL Larissa                                                | 2-1                                                        | Panathinaïkos                                              |
| 2008      | Olympiakos                                                 | 2-0                                                        | Aris FC                                                    |
| 2009      | Olympiakos                                                 | 4-4 a.p (15 t.a.b à 14)                                    | AEK Athènes                                                |
| 2010      | Panathinaïkos                                              | 1-0                                                        | Aris FC                                                    |
| 2011      | AEK Athènes                                                | 3-0                                                        | Atromitos Football Club                                    |
| 2012      | Olympiakos                                                 | 2-1 a.p                                                    | Atromitos Football Club                                    |
| 2013      | Olympiakos                                                 | 3-1 a.p                                                    | Asteras Tripolis                                           |
| 2014      | Panathinaïkos                                              | 4-1                                                        | PAOK Salonique                                             |
| 2015      | Olympiakos                                                 | 3-1                                                        | Skoda Xanthi                                               |
| 2016      | AEK Athènes FC                                             | 2-1                                                        | Olympiakos                                                 |
| 2017      | PAOK Salonique                                             | 2-1                                                        | AEK Athènes FC                                             |
| 2018      | PAOK Salonique                                             | 2-0                                                        | AEK Athènes FC                                             |
| 2019      | PAOK Salonique                                             | 1-0                                                        | AEK Athènes FC                                             |
| 2020      | Olympiakos                                                 | 1-0                                                        | AEK Athènes FC                                             |
| 2021      | PAOK Salonique                                             | 2-1                                                        | Olympiakos                                                 |
| 2022      | Panathinaïkos                                              | 1-0                                                        | PAOK Salonique                                             |
| 2023      | AEK Athènes FC                                             | 2-0                                                        | PAOK Salonique                                             |
| 2024      | Panathinaïkos                                              | 1-0                                                        | Aris Salonique                                             |
| 2025      | Olympiakos                                                 | 2-0                                                        | OFI Crète                                                  |

## Bilan
|    | Clubs               | Titres Premier - Dernier | Finales perdues Première - Dernière |
| 1  | Olympiakos Le Pirée | 29 1947 - 2025           | 14 1956 - 2021                      |
| 2  | Panathinaïkos       | 20 1940 - 2024           | 11 1949 - 2007                      |
| 3  | AEK Athènes         | 16 1932 - 2023           | 11 1948 - 2020                      |
| 4  | PAOK Salonique      | 8 1972 - 2021            | 15 1939 - 2023                      |
| 5  | AEL Larissa         | 2 1985 - 2007            | 2 1982 - 1984                       |
| 6  | Panionios           | 2 1979 - 1998            | 4 1952 - 1989                       |
| 7  | Aris FC             | 1 1970                   | 9 1932 - 2024                       |
| 8  | Iraklis Salonique   | 1 1976                   | 4 1947 - 1987                       |
| 9  | OFI Crète           | 1 1987                   | 2 1990 - 2025                       |
| 10 | Ethnikós Le Pirée   | 1 1933                   | 0 -                                 |
| 11 | PAE Kastoria        | 1 1980                   | 0 -                                 |